# (35593) 1998 HP98
1998 HP98 (asteroide 35593) é um asteroide da cintura principal. Possui uma excentricidade de 0.01837370 e uma inclinação de 5.31267º.
Este asteroide foi descoberto no dia 21 de abril de 1998 por LINEAR em Socorro.